# Ł
Ł (onderkast ł) is een letter die wordt gebruikt in Poolse, Kasjoebische, Sorbische,  Wymysoojse, Navajo, Dene Suline Dogrib alfabetten alsook in het Łacinka (Latijns Wit-Russisch) en in een aantal van de voorgestelde Venetiaanse alfabetten. De Ł bestaat uit de L met een schuine streep. De kleine ł wordt door personen die de letter niet kennen vaak als t aangezien. In handgeschreven teksten wordt de schuine streep als een horizontale streep boven de l geschreven. Hierdoor lezen anderstaligen deze letter vaak als T. Bij hoofdletters komen beide varianten voor; schuine streep door de L of horizontale streep bóven de L.
In hedendaags Pools wordt de ł uitgesproken als /w/ (zoals de Engelse [w] in wet). Het Pools gebruikt ook de 'w' maar die wordt uitgesproken als een 'v': Ewa, uniwersytet.
Tot in de jaren 70 van de twintigste eeuw spraken de meeste Poolse acteurs de Ł uit als een dik aangezette L, zoals de harde L in het Russisch. In de decennia daaropvolgend stierf dit gebruik uit. Alleen de Poolse minderheid in de Kresy (voormalige Poolse gebieden in Oekraïne, Wit-Rusland (Belarus) en Litouwen) spreekt de Ł nog op de "Russische manier" uit.
Voorbeelden: Wrocław, Złoty, Łódź, Wojtyła, Wałęsa, Łada.

## Invoer
In Windows kan het onderkastkarakter worden ingevoerd met alt-0322.